# Корновии
Корновии (Cornovii) — название двух или трёх кельтских племён в римских источниках. Встречаются варианты написания Cornavii, Cornabii, Curnavii.
Корновии — британское племя, жившее на территории современных Чешира и Шропшира. Их племенной столицей в римские времена был Роксетер (лат. Viroconium Cornoviorum). Этот центр ранее находился в большом форте на холме Рекин, выполнявшем функции большой наблюдательной башни, часового уэльских болот. Птолемей также включал в их границы Deva Victrix, крепость на территории современного города Честер. Королевство корновиев граничило с коританами Линкольншира и Лестершира на востоке, крупным племенем бригантов на северо-востоке, декангами на северо-западе, ордовиками на западе и добуннами на юге.
Корновии или Корнавии — британское племя, единожды упомянутое Птолемеем и названное «восточнейшим и крайним», что издатели карт посчитали указанием на крайнюю оконечность Шотландии, которая на средневековых картах вытянута далеко на восток, а к северу от нахождения этого племени изображён остров Думна.
Корновии или Корнавии — британское племя, жившее на территории современного западного Корнуолла и, как считается, давшее ему нынешнее название. Потомками этих корновиев считают себя корнцы. Древние же корнавии римскими историками не засвидетельствованы и их выделение основано на топониме purocoronavis в Равеннском космографе, которое считают опиской слова *durocoronavis или *durocoronavium «крепость корнавиев». Корнавии считаются частью племени думнониев.